# Soutam ben Abdelaziz Al Saoud
Soutam ben Abdelaziz ben Abderrahmane Al Saoud, né le 21 janvier 1941 à Riyad et mort le 12 février 2013 dans la même ville, est un prince saoudien, membre de la dynastie saoudienne. 

## Biographie
Fils d'Abdelaziz ben Abderrahmane Al Saoud (1880-1953), roi fondateur d'Arabie saoudite et de Mudhi Al Soudayri, le prince Soutam étudie à l'université de San Diego où il obtient en 1965 un diplôme en gestion des entreprises.
Vice-gouverneur de la province de Riyad en 1979, il devient gouverneur en titre le 5 novembre 2011, où il succède à son demi-frère Salmane, nommé ministre de la Défense, et conserve cette fonction jusqu'à sa mort.

## Hommage
À Al Khardj, une université porte son nom depuis 2015, l'Université Prince Sattam Bin Abdulaziz.